# Karate na Letnich Igrzyskach Olimpijskich 2020 – kumite do 75 kg mężczyzn
Kumite - waga do 75 kg mężczyzn było jedną z konkurencji rozgrywanych w ramach karate podczas Letnich Igrzysk Olimpijskich 2020. Zawody zostały rozegrane w hali Nippon Budōkan. Było to jedna z konkurencji debiutujących podczas igrzysk w Tokio.

## Terminarz
Wszystkie godziny są podane w czasie tokijskim (UTC+09:00),
| Data            | Godzina |                         |
| --------------- | ------- | ----------------------- |
| 6 sierpnia 2021 | 17:00   | Runda eliminacyjna      |
| 6 sierpnia 2021 | 20:22   | Półfinały               |
| 6 sierpnia 2021 | 20:50   | Pojedynek o złoty medal |

## Format
Zawodnicy zostali podzieleni na dwie grupy. W poszczególnych grupach rywalizowano system każdy z każdym. Dwóch najlepszych zawodników z każdej grupy awansowało do półfinałów. Zwycięzcy półfinałów walczyli o złoty medal, przegrani otrzymywali brązowe medale.

## Wyniki

### Eliminacje
Grupa A
| Zawodnik          | Kraj              | Walki | Wygrane | Remis | Przegrane | Punkty | Uwagi |
| ----------------- | ----------------- | ----- | ------- | ----- | --------- | ------ | ----- |
| Gábor Hárspataki  | Węgry             | 4     | 2       | 1     | 1         | 5      | QF    |
| Stanisław Horuna  | Ukraina           | 4     | 2       | 1     | 1         | 5      | QF    |
| Ken Nishimura     | Japonia           | 4     | 2       | 0     | 2         | 4      |       |
| Thomas Scott      | Stany Zjednoczone | 4     | 2       | 0     | 2         | 4      |       |
| Abdalla Abdelaziz | Egipt             | 4     | 1       | 0     | 3         | 2      |       |

Grupa B
| Zawodnik           | Kraj        | Walki | Wygrane | Remis | Przegrane | Punkty | Uwagi |
| ------------------ | ----------- | ----- | ------- | ----- | --------- | ------ | ----- |
| Luigi Busà         | Włochy      | 4     | 3       | 0     | 1         | 6      | QF    |
| Rafael Ağayev      | Azerbejdżan | 4     | 3       | 0     | 1         | 6      | QF    |
| Noah Bitsch        | Niemcy      | 4     | 2       | 0     | 2         | 4      |       |
| Nurkanat Azhikanov | Kazachstan  | 4     | 2       | 0     | 2         | 4      |       |
| Tsuneari Yahiro    | Australia   | 4     | 0       | 0     | 4         | 0      |       |

### Finały
|  |          |                  |          |            |   |       |               |       |
|  | Półfinał | Półfinał         | Półfinał |            |   | Finał | Finał         | Finał |
|  | Półfinał | Półfinał         | Półfinał |            |   | Finał | Finał         | Finał |
|  |          |                  |          |            |   |       |               |       |
|  |          |                  |          |            |   |       |               |       |
|  | A1       | Gábor Hárspataki | 0        |            |   |       |               |       |
|  | A1       | Gábor Hárspataki | 0        |            |   |       |               |       |
|  | B2       | Rafael Ağayev    | 7        |            |   |       |               |       |
|  | B2       | Rafael Ağayev    | 7        |            |   | B2    | Rafael Ağayev | 0     |
|  |          |                  |          |            |   | B2    | Rafael Ağayev | 0     |
|  |          |                  | B1       | Luigi Busà | 1 |       |               |       |
|  | B1       | Luigi Busà       | B1       | Luigi Busà | 1 | 3     |               |       |
|  | B1       | Luigi Busà       |          |            |   |       |               |       |
|  | A2       | Stanisław Horuna | 0        |            |   |       |               |       |
|  | A2       | Stanisław Horuna | 0        |            |   |       |               |       |
|  |          |                  |          |            |   |       |               |       |